# Sept Minutes
Cet article concerne le film de Jay Martin. Pour le film de Michele Placido, voir Sette minuti.
Pour plus de détails, voir Fiche technique et Distribution.
Sept Minutes (Seven Minutes) est un film policier américain de Jay Martin sorti en 2014.

## Synopsis
Trois anciens camarades de classe sont forcés de commettre un vol, qui tourne rapidement horriblement mal.

## Fiche technique
Sauf indication contraire, les informations mentionnées dans cette section peuvent être confirmées par la base de données cinématographiques IMDb,  présente dans la section « Liens externes ».
- Titre original : Seven Minutes
- Titre français : Sept Minutes
- Réalisation : Jay Martin
- Scénario : Jay Martin
- Société(s) de production : Whitewater Films
- Pays d'origine :  États-Unis
- Langue originale : anglais
- Format : couleur — 2,35:1 — son Dolby numérique
- Genre : drame, thriller
- Durée : 92 minutes
- Dates de sortie :
  - États-Unis : 26 octobre 2014 (Austin Film Festival), 16 avril 2015 (Sarasota Film Festival), 26 juin 2015

## Distribution
- Luke Mitchell : Sam
- Jason Ritter : Mike
- Leven Rambin : Kate
- Zane Holtz : Owen
- Kris Kristofferson : M. B
- Russell Hodgkinson : Lawrence
- Joel Murray : Uncle Pete
- Kevin Gage : Tuckey
- Chris Soldevill : Doug
- Brandon Hardesty : Jerome
- Mariel Neto : Brandi